# St. Remigius (Ingelheim)

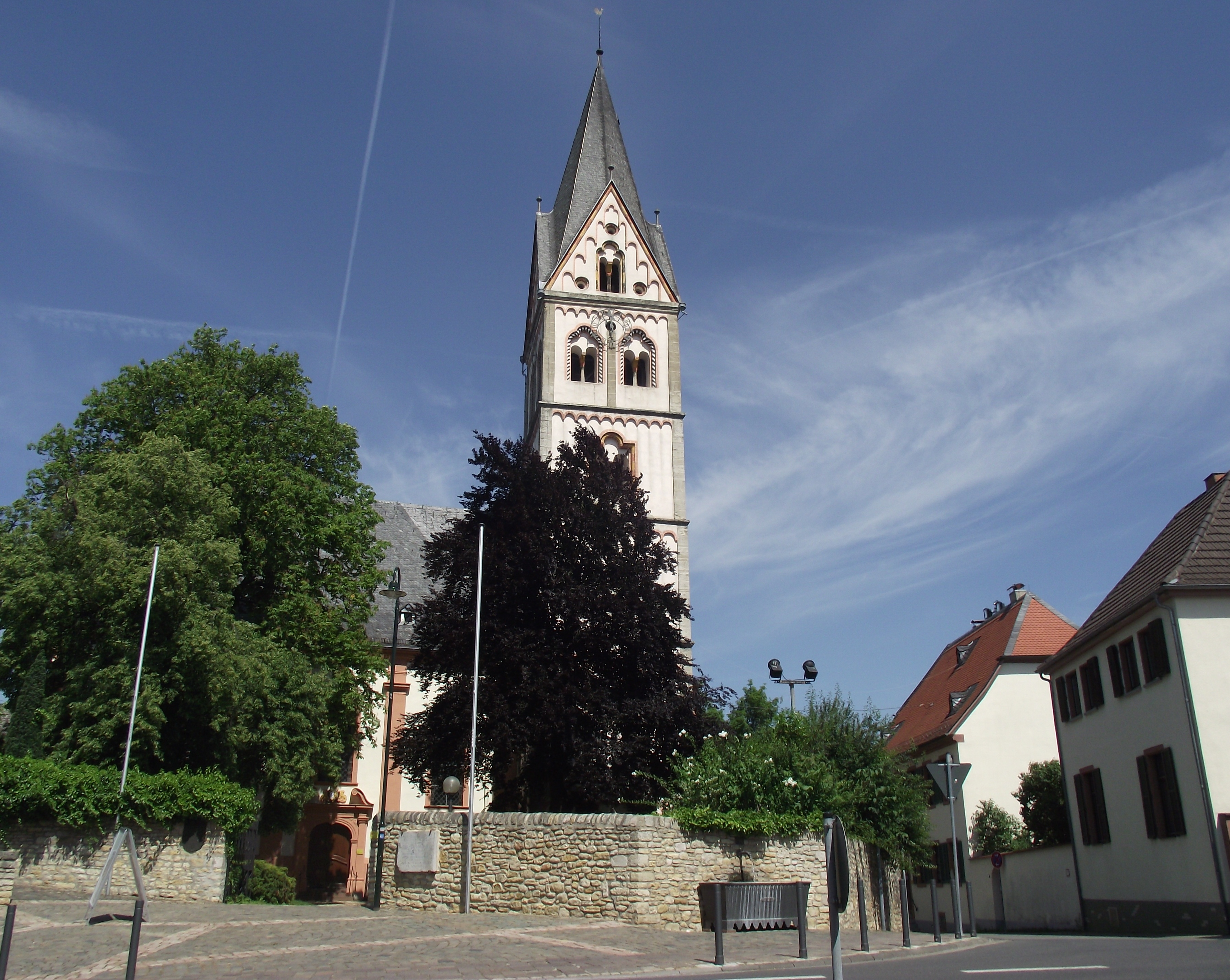
St. Remigius, Südansicht

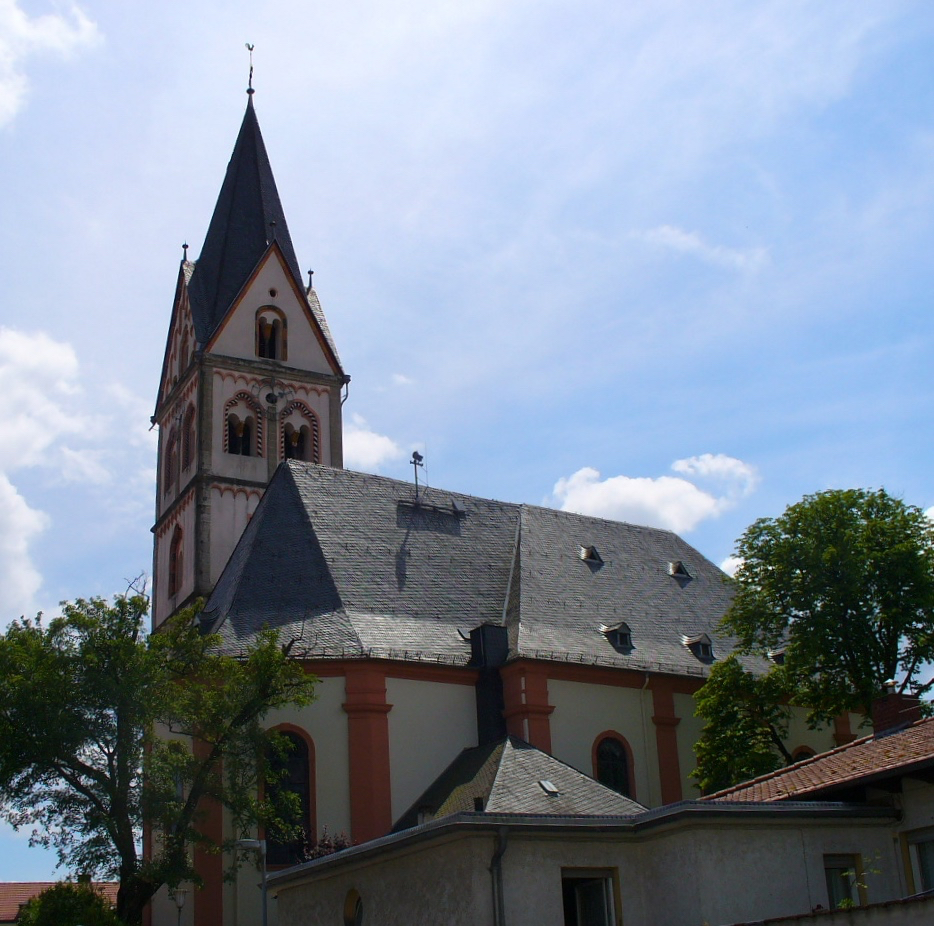
St. Remigius, Westseite

Die römisch-katholische Filialkirche St. Remigius in Nieder-Ingelheim ist in ihrem heutigen Erscheinungsbild geprägt von einem staufischen, spätromanischen Turm, an den ein im 18. Jahrhundert errichtetes barockes Kirchenschiff anschließt. Der Bau steht unter dem Schutz der Haager Konvention zum Schutz von Kulturgut bei bewaffneten Konflikten.

## Architektur
Das gesamte Grundstück ist bereits seit 1387 durch eine Mauer umfasst. Eine Gedenktafel am südlichen Eingang erinnert an Sebastian Münster, der 1488 unweit der Kirche im damaligen Heilig-Geist-Spital geboren wurde.

### Turm

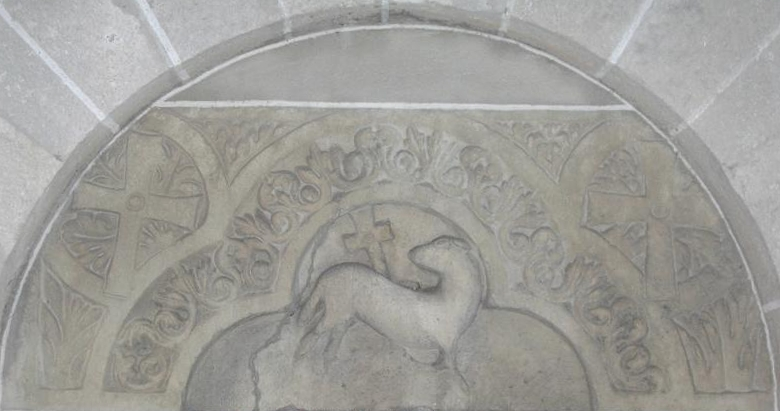
Romanischer Türsturz am Kirchturm

Der fünfgeschossige Turm wurde zwischen 1155 und 1160 unter Kaiser Barbarossa erbaut. Über dem Eingang befindet sich ein romanischer Türsturz, der ein Lamm Gottes zeigt. Dieser Türsturz ist, wie an den abgeschnittenen Kreuzen zu erkennen, ursprünglich nicht für diesen Platz gedacht gewesen. Von einem zweiten Turm ist lediglich das Fundament erhalten und es ist nicht anzunehmen, dass er jemals erbaut wurde.

### Langhaus
Nördlich des Turmes schließt sich das 1739 durch Kaspar Valerius aus Heidelberg errichtete einschiffige Langhaus an. Die Längsseiten sind durch vier Rundbogenfenster unterbrochen und außen durch Pilasterlisenen gegliedert. An der Westseite spenden zwei Ellipsenfenster Licht für die Orgelempore. Auf dem Bogen am Übergang zum Chor ist die Jahreszahl 1739 sowie darüber in einem Medaillon eine Darstellung des hl. Remigius zu sehen.
Der fünfeckige Chor ist zwei Stufen über das Langhaus erhoben und teilweise durch Überreste der alten Kommunionbank von diesem abgetrennt. An der Nordseite des Chores befinden sich ein Fresko mit Abendmahlsszene sowie eine Figur des heiligen Remigius von Reims. Gegenüber auf der Südseite finden sich ein Fresko mit dem Opfer Abrahams, eine Figur des heiligen Kilian sowie das Epitaph des Pfarrers Franz Joseph Förschter. Die Decke ist mit einer Dreifaltigkeitsdarstellung ausgestaltet.
Der 1775 durch Johann Jakob Junker geschaffene Hochaltar aus dem Rokoko zeigt in Sandstein eine Kreuzigungsszene. Links und rechts wird das Kreuz flankiert von Figuren der Maria sowie des Johannes. Zwischen Marienfigur und Kreuz ist eine kniende Maria Magdalena dargestellt. Unter dem Kreuz findet sich ein Schädelrelief.
Ebenfalls aus Sandstein besteht der 1721 geschaffene Taufstein in Kelchform mit Kandelaberfuß.
Am nördlichen und südlichen Chorgenick befindet sich jeweils ein um 1745 entstandener Seitenaltar: Im Norden ein frühbarocker Mutter-Gottes-Altar mit dem Relief einer Verkündigungsszene im Giebel sowie im Süden ein dem heiligen Johannes Nepomuk geweihter Seitenaltar mit Tabernakel und Relief einer Brückensturzszene im Giebel.
An die Tätigkeit der Jesuiten, die in der Nähe der Kirche ein Missionsgut unterhielten, erinnern die Figuren des hl. Franz Xaver sowie des hl. Aloysius unter der Orgelempore.

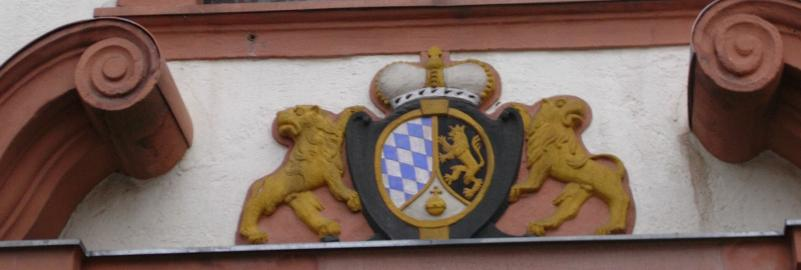
Kurpfälzisches Wappen über dem Südportal

Auf die Zugehörigkeit des gesamten Ingelheimer Gebietes zur Kurpfalz weist heute noch das kurpfälzische Wappen über der Südtür hin.
Anfang der 1990er Jahre wurde das Innenschiff renoviert; die Deckengemälde folgten 2003.

## Geschichte

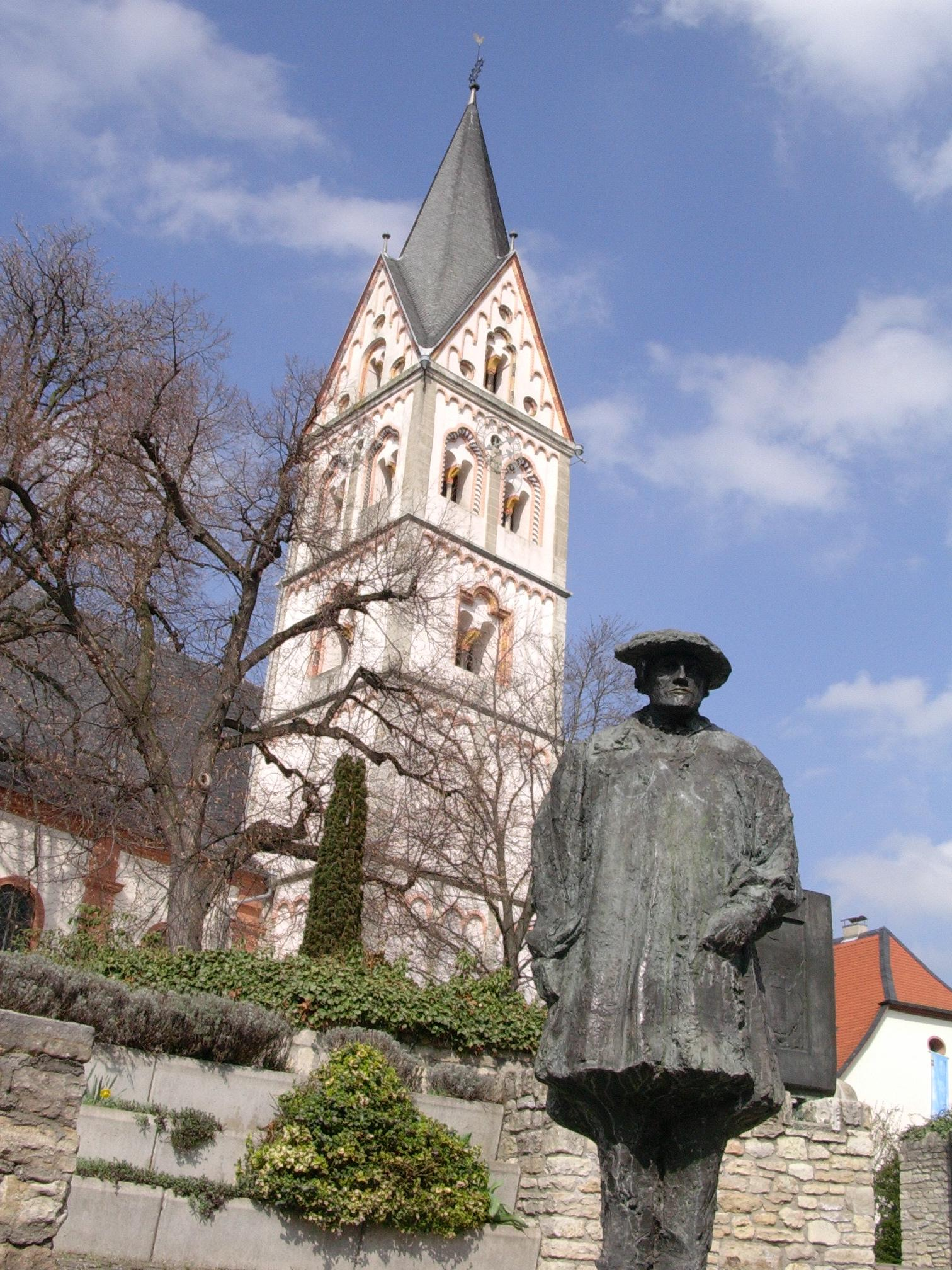
Sebastian-Münster-Denkmal

Die Geschichte der Remigius-Kirche reicht bis ins frühe Mittelalter zurück. Nach heutigem Stand sind mindestens drei Vorgängerbauten nachgewiesen, die ältesten archäologischen Funde diesbezüglich lassen sich in das 6. oder 7. Jahrhundert datieren. Dieses Gotteshaus kann somit als eine der frühesten merowingerzeitlichen Kirchengründungen am Mittelrhein bezeichnet werden.
Die erste schriftliche Erwähnung der Kirche ist in einer Urkunde Kaiser Ludwigs aus dem Jahre 822 überliefert. Hierin bestätigt er eine Schenkung Karlmanns aus dem Jahre 741, in der „25 Zellen und Kirchen“ dem neu gegründeten Bistum Würzburg zugeschlagen werden, unter ihnen die Remigiuskirche. (…, et ecclesiam in villa Hengilonheim in honore sancti Remegii, …). In der Folge erhielt die Kirche ein Patrozinium des Würzburger Bistumsheiligen Kilian.
Im Zuge der Errichtung der Kaiserpfalz Ende des 8. Jahrhunderts wurde die Kirche als Palastkapelle verwendet. Im Juni 948 tagte in ecclesia beati Remigii die Universalsynode von Ingelheim unter Vorsitz des päpstlichen Kardinallegaten Marinus von Bomarzo, an der auch König Otto und Ludwig IV. von Frankreich teilnahmen. Hier wurde ein Schisma im Erzbistum Reims geklärt, die Synode erkannte Artold von Reims als rechtmäßigen Erzbischof an.
1270 verkauften Dekan Berthold und das Domstift Würzburg alle Ingelheimer Besitzungen inklusive der Kirche für 200 Kölnische Mark an den Dekan Walter des St. Stephansstiftes in Mainz.
In den Jahrhunderten vor der Reformation bestand der Sprengel der Nieder-Ingelheimer Kirche aus der Kirche St. Nikolaus in Frei-Weinheim, der Kirche St. Margaretha in Sporkenheim sowie der Kapelle des 1535 aufgehobenen Klosters Ingelheimerhausen.
Laut Saalwächter gab es in der Pfarrkirche in diesem Zeitraum drei Altäre:
- Heilig-Kreuz-Altar, 1336–1540
- Liebfrauen-Altar, 1399–1523
- Nikolaus-Altar, 1497–1501

Ebenfalls im Pfarrsprengel lagen vier Kapellen:
- Altar zum Heiligen Geist

gelegen im Heilig-Geist-Spital, dem Geburtsort Sebastian Münsters, das von 1316 bis zu seiner Versteigerung am 14. August 1835 existierte.
- Michaelskapelle ab 1336

In unmittelbarer Nähe zur Kirche gelegen und über dem Beinhaus der Kirche errichtet
- Peterskapelle im Saal

Nicht zu verwechseln mit der alten Palastkapelle der Kaiserpfalz
- Kreuzkapelle oder Kreuzkirche

Von 1497 bis 1565. Einige Teile aus der Abrissmasse wurden wahrscheinlich 1739 für den Bau der neuen Remigiuskirche verwendet.
Die letzte urkundliche Erwähnung des Kilianspatroziniums datiert aus dem Jahre 1486:
II viertel ackers am heydeßheimer wege gefor Schußhen und zu gibt ein halp punt olys der kirchen sant Kylian.

### „Cuius regio, eius religio“
Im Zuge der Reformation wurde die Kilianskirche zwischen 1556 und 1565 von lutherischen Pfarrern betreut. Seit im Jahre 1565 durch Friedrich III. der reformierte Glaube eingeführt wurde, musste der lutherische Pfarrer einem reformierten weichen.
Im Dreißigjährigen Krieg wurde den Katholiken 1626 erneut ihre alte Kirche übergeben, jedoch mussten bereits 1630, als schwedische Truppen das Gebiet besetzten, die katholischen Lehrer und Priester den Ort verlassen.
1705 wurden mit der kurfürstlichen Düsseldorfer Religionsdeklaration alle drei christlichen Bekenntnisse im Gebiet der Kurpfalz zugelassen. In der Folge erhielt die katholische Gemeinde die damalige St. Kilianskirche zurück, während die reformierte Gemeinde in den Besitz der heutigen Saalkirche kam.

### Neubau
Als im Laufe der Jahrhunderte die Bedeutung Nieder-Ingelheims zurückging, wurde auch die Kirche immer weiter vernachlässigt. Das Taufbuch vermerkt am 5. März 1739: Die Kirche war eine Ruine und mußte abgerissen werden. Bei diesem Abriss wurden am 18. März zwei Arbeiter von einstürzenden Trümmern erschlagen. 1740 war die neue Kirche fertiggestellt. Ihre Weihe fand erst am 8. Oktober 1767 durch den damaligen Mainzer Weihbischof Christoph Nebel statt, zusammen mit der Weihe der St. Michaelskirche Ober-Ingelheim und St. Michael in Frei-Weinheim. Der Mainzer Bischof Ludwig Maria Hugo gestattete den hl. Kilian als zweites Patrozinium.

### Pfarrer seit 1300
- 1320 N.N.
- 1336 Diethmar von Herborn
- 1330–1355 Arnold von Ba(o?)benhausen sowie Nikolaus von Frankfurt als Geselle des vorgenannten pfarrers
- 1391–1398 Kraft von Eltville
- 1418–1427 N.N.
- 1438–1451 Johann Kannengießer
- 1457 Gerlach Frankenberg
- 1473–1474 Goar (?)
- 1476–1479 Johann Beyerling/Beynling
- 1488–1518 Wiegand Pistor(is)

In den Zeiten der Reformation waren zuerst lutherische, dann reformierte Pfarrer an der Kirche
- - –1565 D. Petrus (luth.)
  - 30. Juni 1565–? Josias Stingel (ref.)
- 1521–1527 Philipp Malsenberg (-burg?)
- 1531–1536 Johann Bytzel (?)
- 1540 Nicolaus Acker
- 1627–1628 Petrus Cuttolinus/Cutelinus
- vor 1693 Deppes/Doppes
- 1693–1702 Heinrich Dippel
- 1707–1718 C. W. Fischer (Landechant seit 1702)
- 1719 Caspar Croll
- 1724–1737 Erwin Johann Fabricius
- 1737–1740 Andreas Hammer († 18. Juli 1740), Erbauer der heutigen Kirche.
- 1740–1765 Johann Friedrich Franz Förschter
- 1765 Philipp Adam Graus
- 1776 Ludwig Riester
- 1803–1805 Heinrich Graf
- 1805–1820 Johann Adam Baumgarten, O.S.B.
- 1820–1833 Peter Anton Greipp
- 1833–1858 Adam Wagner
- bis 1898 Karl Alexander Cloßmann
- 1898–1901 Michael Jäger
- 1901–1914 Friedrich Waller
- 1914–1929 Franz Helbig
- 1929–1958 Wilhelm Carl Weil
- 1958–1979 Heinrich Joseph Schuster
- 1979–1993 Nikolaus Derstroff (zugleich auch Pfarrer von St. Michael Ober-Ingelheim)
- 1993–2008 Bernd Weckwerth (zugleich auch Pfarrer von St. Michael Ober-Ingelheim)
- 2008–2014 Tobias Schäfer (zugleich auch Pfarrer von St. Michael Ober-Ingelheim)
- seit 2014 Christian Feuerstein (zugleich auch Pfarrer von St. Michael Ober-Ingelheim; seit 1. Januar 2016 zudem von St. Michael Frei-Weinheim mit St. Paulus Ingelheim-West und dem Pfarr-Rektorat St. Marien Sporkenheim)

## Gräber

### Innerhalb der Kirche
- Andreas Hammer († 18. Juli 1740), Pfarrer. Erbauer der heutigen Kirche.
- Johann Friedrich Franz Förschter († 9. April 1765), Pfarrer.
- Anton Otto von Closs († 1737), kurpfälzer General und Wohltäter der Pfarrei

Die ungekennzeichneten Gräber dieser befinden sich im Chorraum.
- Gerhard von Schrieck
- Maria Anna von D’Elvaz, Witwe des Gerhard von Schrieck
- Johann Leopold von Lorang, zweiter Ehemann der Maria Anna von D’Elvaz

### Außerhalb der Kirche

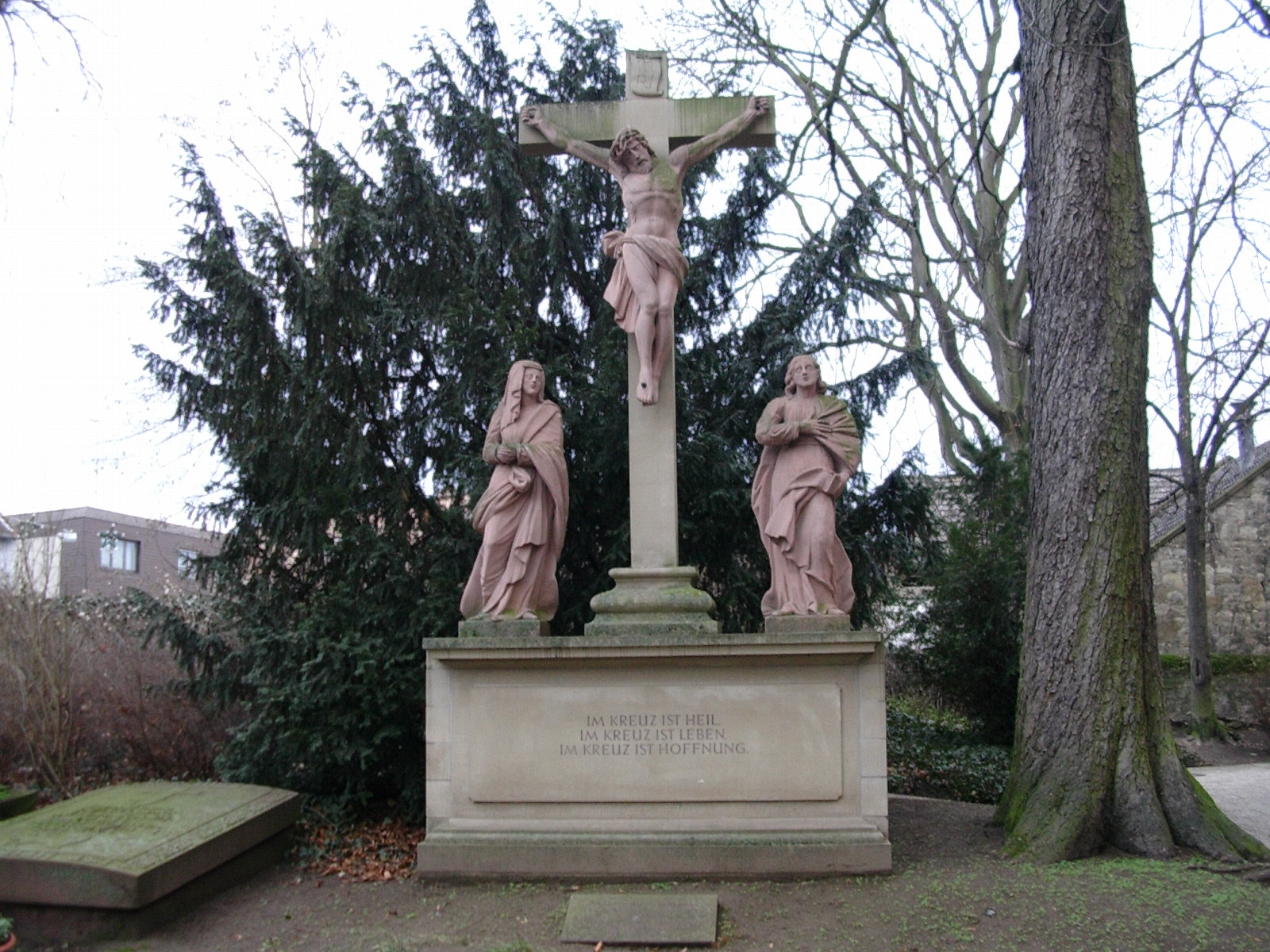
Kreuzigungsgruppe

- Pfr. Johann Erwin Fabricius († 1737), Erbauer der Kreuzigungsgruppe.
- Pfr. Karl Alexander Cloßmann (1828–1898)
- Pfr. Friedrich Waller (* 26. Juni 1853, † 29. Oktober 1922)
- Pfr. Franz Helbig (1873–1929)
- Pfr. Wilhelm Karl Weil (1883–1962)
- Pfr. Heinrich Schuster (1913–1980)
- Freiherr Heinrich Joseph du Mont von Monten, geb. Heinrich Joseph Dumont († 9. Dezember 1813), KuK-Oberst

## Epitaphe
- Anton Otto von Cloß (* 1660 in oder bei Roermond, † 26. Oktober 1737 Ingelheim), Generalwachtmeister (Gen.maj.), Gründer der Ingelheimer Jesuitenmission
- Gerhard von Schrieck († 19. August 1757)

## Glocken
| Name         | Masse   | Ton | Inschrift                                                            |
| ------------ | ------- | --- | -------------------------------------------------------------------- |
| St. Remigius | 2000 kg | des | Anselm und Lucas Speck giessen mich auf Nieder-Ingelheim – Anno 1789 |
| St. Kilian   | 1000 kg | es  | Anselm und Lucas Speck giessen mich auf Nieder-Ingelheim – Anno 1789 |
| St. Maria    | 800 kg  | f   | Maria mit dem Kinde lieb, uns allen deinen Segen gib. 1952           |
| Hl. Kreuz    | 550 kg  | as  | O Kreuz sei hoch gebenedeit! Du Hoffnung in der Leidenszeit! 1957    |
| St. Lazarus  | 350 kg  | b   | St. Lazarus, schütz uns in allem Leid! 1957                          |
|              | 150 kg  | e   | 1727 goß mich Georg Christoph Roth in Maeintz                        |

## Sehenswert

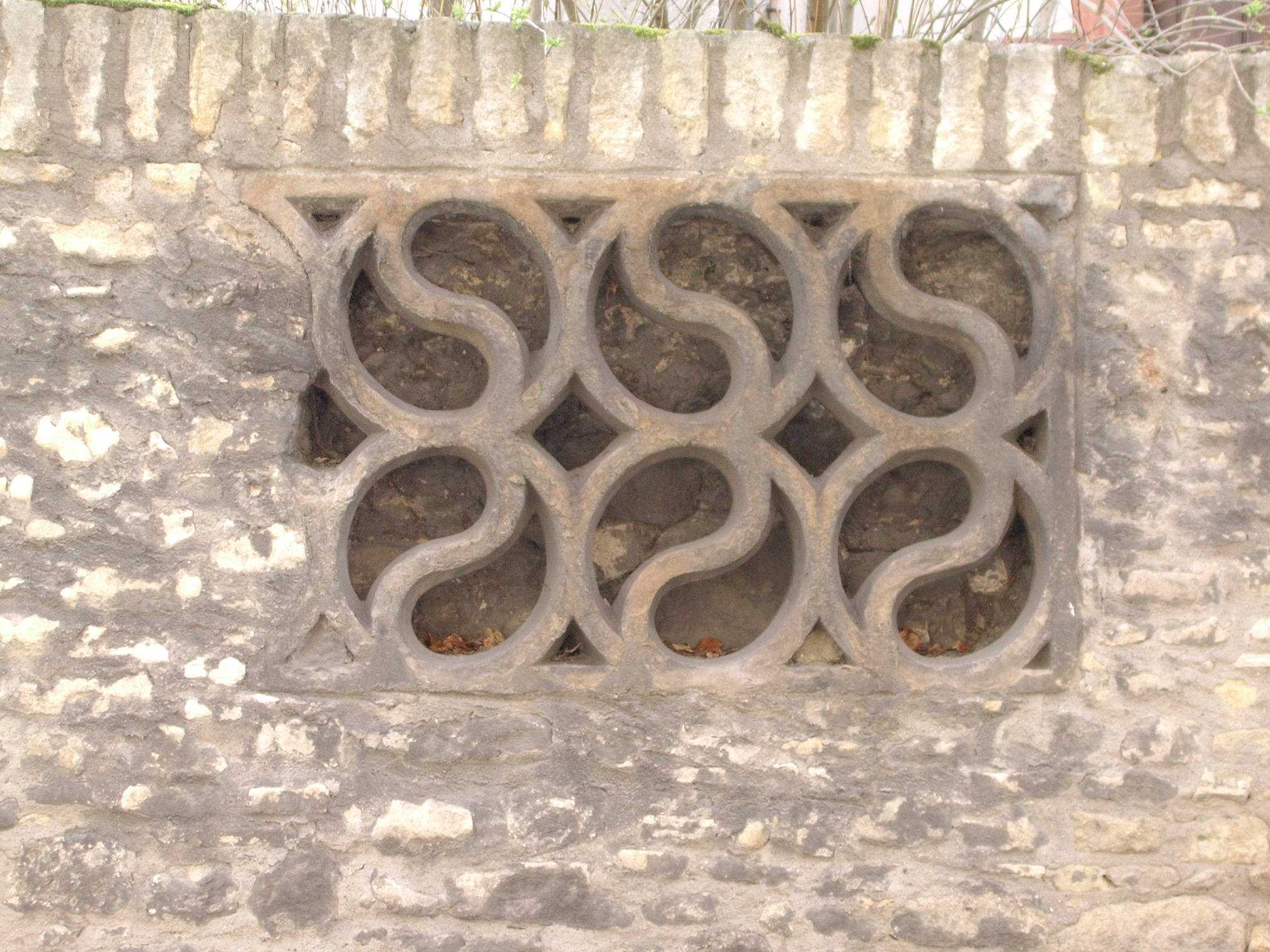
Rest des alten Lettners

- Kreuzigungsgruppe auf dem Kirchhof.
- Rest des spätgotischen Lettners mit Fischblasen-Maßwerk aus der 1739 abgerissenen Kirche. Eingelassen in die Ostmauer gegenüber dem Pfarrhaus.